# Dominikus (Name)
Dominikus, auch Dominicus oder Domenicus ist ein männlicher Vorname sowie Familienname.

## Vorname
- Dominicus (Presbyter) (9. Jahrhundert), Kleriker, Notar des Königs Ludwig des Deutschen; christlicher Missionar im ostfränkischen Fürstentum Moosburg
- Dominikus (Domingo de Caleruega; um 1170–1221), Gründer des Dominikanerordens
- Dominikus Savio (Domenico Savio; 1842–1857), italienischer Schüler bei Don Bosco
- Dominikus von Silos (1010–1073), Einsiedler und Abt
- Dominikus von Sora (951–1031), Abt
- Dominikus von Preußen (Dominicus Prutenus; um 1384–1460), Kartäuser und geistlicher Schriftsteller; gilt als der Schöpfer des Rosenkranzgebetes

- Dominicus Arumaeus (1579–1637), deutscher Rechtsgelehrter
- Dominicus Beck (1732–1791), Benediktiner, deutscher Mathematiker und Physiker
- Dominikus Böhm (1880–1955), deutscher Architekt und Kirchenbauer
- Dominikus von Brentano (1740–1797), Schweizer Theologe
- Dominikus Bucher (1871–1945), Schweizer Benediktinermönch
- Dominikus Debler (1756–1836), deutscher Chronist
- Dominikus de Gentis (1696–1758), Bischof von Antwerpen
- Dominicus Geyer (1662–1726), Abt des Zisterzienserklosters Grüssau
- Dominicus Gundisalvi (um 1110–nach 1181), Archidiakon von Cuéllar
- Dominikus I. von Lieblein (1706–1771), Prämonstratenserabt
- Dominicus Meier (* 1959), deutscher Ordensgeistlicher, Bischof von Osnabrück
- Dominikus Moling (1691–1761), Südtiroler Bildhauer
- Domenicus Morelli (um 1627–1662), Schweizer Steinmetz und Bildhauer
- Dominicus Otto (1716–1773), deutscher Benediktiner, Abt
- Dominicus Pelli (1657–1728), Schweizer Architekt und Bauunternehmer
- Domenicus Petruzzy († 1683), italienischer Steinmetz und Bildhauer
- Dominikus Probst (* 1958), deutscher Kameramann und Filmregisseur
- Dominikus Ringeisen (1835–1904), Geistlicher
- Dominikus Schramm (1723–1797), deutscher Benediktiner
- Dominikus Schwaderlapp (* 1967), Domkapitular und Weihbischof in Köln
- Dominicus Sleupner († 1547), deutscher Theologe
- Dominikus Theotokopulus, eigentlicher Name von El Greco (um 1541–1614), griechisch-spanischer Maler
- Dominikus Trenkwalder (1841–1897), österreichischer Bildhauer
- Dominikus Tschudi (1597–1654), Schweizer Benediktinermönch
- Dominikus Willi (1844–1913), Geistlicher, Bischof von Limburg
- Dominikus Zimmermann (1685–1766), deutscher Stuckateur

## Mittelname
- Franz Dominicus Brentano (1765–1844), deutscher Großkaufmann
- Johann Dominicus Aigner (1761–1848), österreichischer BM von Lienz

## Familienname
- Alexander Dominicus (1873–1945), deutscher Jurist und preußischer Politiker (DDP, parteilos)